# Redysponowanie
Redysponowanie – mechanizm aktywowany przez operatorów systemów przesyłowych lub operatorów systemów dystrybucyjnych energii elektrycznej, mający na celu zapewnienie bezpieczeństwa pracy krajowego systemu elektroenergetycznego. W Polsce najczęściej stosowanym modelem jest tzw. redysponowanie nierynkowe, w ramach którego wytwórcy energii z OZE otrzymują nakaz obniżenia produkcji energii z powodu niewystarczającej wydolności sieci.

## Geneza
Termin „redysponowanie” (ang. redispatching) został wprowadzony do prawodawstwa UE rozporządzeniem z dnia 5 czerwca 2019 r. w sprawie rynku wewnętrznego energii elektrycznej (Rozporządzenie 2019/943). Zasady i mechanizmy redysponowania zostały implementowane do polskiego porządku prawnego w lipcu 2023 w wyniku nowelizacji ustawy Prawo energetyczne.
Podstawowym wyzwaniem, na które odpowiada mechanizm redysponowania w Polsce, jest niewystarczająca elastyczność krajowego systemu elektroenergetycznego, tj. stosunkowo niewielka zdolność do bilansowania generacji i zapotrzebowania na energię elektryczną. Ewolucja polskiego systemu w kierunku energetyki rozproszonej oraz rosnący udział źródeł odnawialnych powodują, że w sytuacji tzw. szczytów pogodowych (np. bardzo słoneczna lub wietrzna pogoda) generacja energii może czasowo przewyższyć popyt. Dzieje się tak m.in. dlatego, że elektrownie węglowe nie mogą zmniejszyć produkcji poniżej tzw. minimów technicznych, a jednocześnie w krajowym systemie brakuje zdolności magazynowania energii.

## Kontrowersje
Zjawisko redysponowania nierynkowego dotyczy w Polsce przede wszystkim wielkoskalowej i przemysłowej fotowoltaiki, głównie w okresach najlepszego nasłonecznienia, oraz elektrowni wiatrowych. Przymusowe wyłączenie instalacji przez operatora nie rozwiązuje przyczyny przeciążenia, a jedynie stanowi środek czasowo bilansujący system. Część ekspertów wskazuje, że o ile wprowadzone w Polsce przepisy odwołują się do kluczowych kwestii dotyczących redysponowania, wątpliwości budzi ich zgodność z unijnym rozporządzeniem.
O ile w 2023 ograniczono w Polsce produkcję około 40 GWh energii ze źródeł odnawialnych, o tyle skala wyłączeń gwałtownie wzrosła w 2024, przekraczając 700 GWh, a w kolejnych latach może sięgnąć poziomu 1 TWh przymusowo niewyprodukowanej energii. Mimo że Polskie Sieci Elektroenergetyczne wprowadziły mechanizm rekompensat, jest on w powszechnej opinii niewystarczający, nieprecyzyjny i w praktyce niedostępny dla większości przedsiębiorców.